# Saamutluobbal
Saamudluobal eller Saamutluobbal är en sjö i Finland. Den ligger i kommunen Enare i landskapet Lappland, i den norra delen av landet, 1 000 km norr om huvudstaden Helsingfors. Saamudluobal ligger 195,9 meter över havet. Arean är 43,6 hektar och strandlinjen är 3,94 kilometer lång. Sjön  ingår i Neidenälvens huvudavrinningsområde.   Omgivningarna runt Saamudluobal är i huvudsak ett öppet busklandskap.